# Amalie Sieveking
Amalie Wilhelmine Sieveking (25 juillet 1794 - 1er avril 1859) est une philanthrope et activiste allemande qui a fondé la Weiblicher Verein für Armen - und Krankenpflege (association des femmes pour le soin aux pauvres et aux malades). Elle crée de l'emploi et prodigue des formations aux les pauvres, et favorise la construction d'hôpitaux et de logements abordables. Elle est considérée comme l'une des précurseures du travail social allemand.

## Biographie

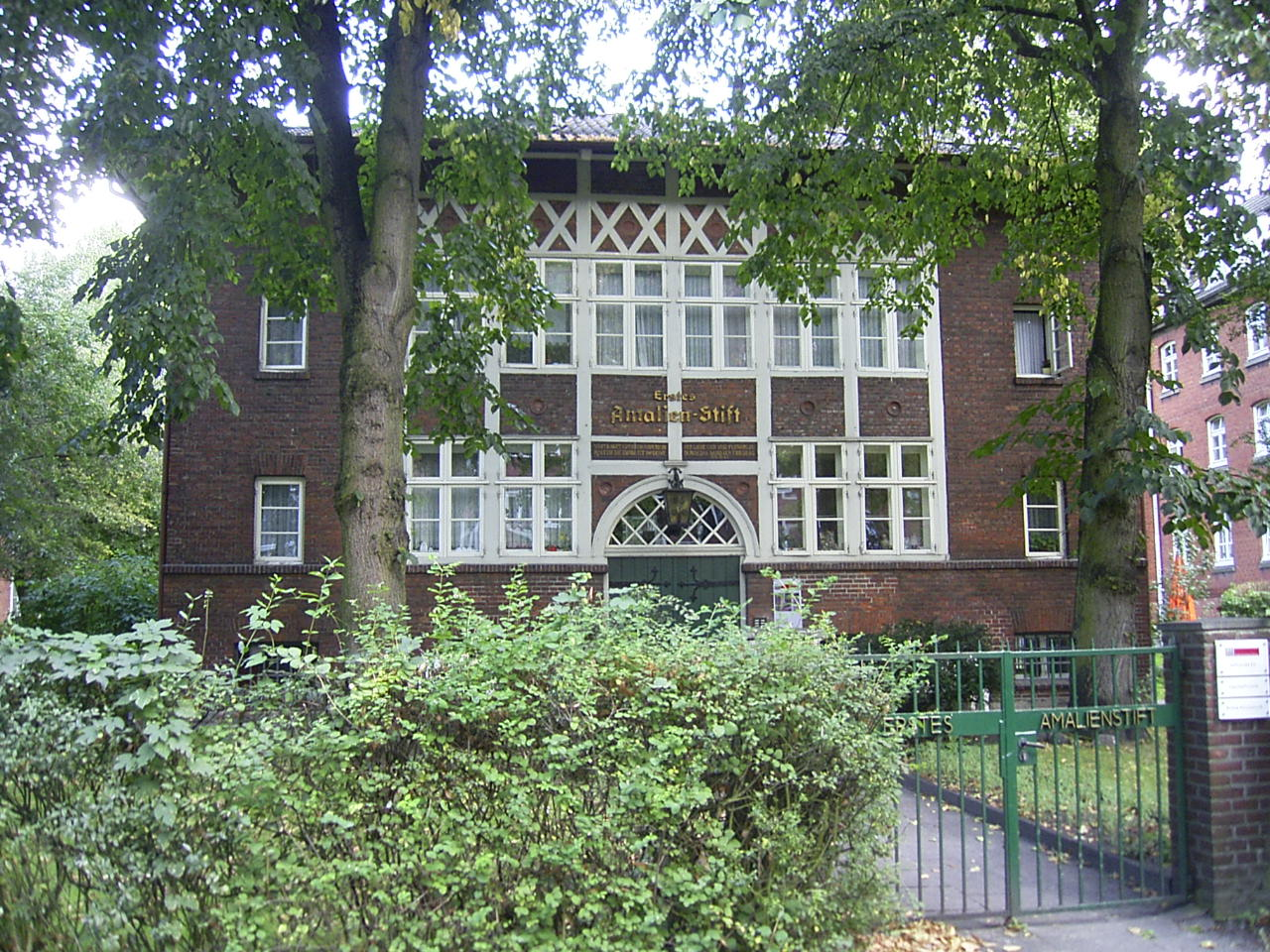
Première société créée par Amalie Sieveking, Stiftstraße 65, St Georg à Hambourg

Amalie Sieveking est née à Hambourg. Elle est la fille du sénateur Christian Heinrich Sieveking (mort en 1809) et de  Caroline-Louise, née Volkmann (morte en 1799); son grand-père est également sénateur aussi. Après la mort de son père elle est prise en charge par la famille de son oncle, et bénéficie d'une rente sénatoriale. Elle prend soin de leur fils invalide. Elle se consacre à l'éducation de ses nièces, et fonde une école pour les filles, dont la plupart deviennent  tutrices dans des familles notables. Elle enseigne également aux élèves des Maison Dieu le dimanche.
Les églises libres (organismes protestants présent dans chaque pays) servent d'inspiration pour les Luthériens allemands pour tout ce qui a trait au soin à apporter aux malades. Ces idées sont à l'origine de l'implication des femmes protestantes allemande dans les œuvres caritatives. L'éducation dans les premières années d'Amalie Sieveking est influencée par les idées du siècle des Lumières, mais après sa confirmation et la mort de son frère, elle se tourne vers le renouveau Chrétien qui se répand en  Allemagne. Elle est influencée par des théologiens populaires comme Johann Hinrich Wichern, Johann Wilhelm Rautenberg, et Matthias Claudius.
Rautenberg est en particulier une source majeure d'inspiration. Il fait de Saint-Georg à Hambourg le centre de la nouvelle piété, exerce une grande influence dans l'orientation d'Amalie Sieveking (ainsi que Wichern et Heinrich Matthias Sengelmann) vers la charité une vocation de  diaconesse.
Sieveking décide à l'âge de 18 ans de rester célibataire et se promet de créer un ordre caritatif,.  Lorsque le choléra se répand à Hambourg en 1831, elle s'engage comme infirmière dans les Maisons Dieu. Elle essaie de rallier à sa cause d'autres femmes de la bonne société, mais aucune ne lui emboîte le pas. Elle devient vite responsable du personnel infirmier,. Le 23 mai 1832, avec douze autres femmes, au lieu d'une société religieuse, elle fonde la Weiblicher Verein für Armen - und Krankenpflege, une des premières sociétés de bienfaisance diaconales,  qui promulgue l'autonomie en fournissant du matériel et de l'assistance spirituelle aux personnes (et à leur famille) appauvries par la maladie,. Les bénévoles doivent préserver la dignité des personnes aidées, et fournir vêtements et nourriture. La directrice de la société est élue chaque année. Amalie Sieveking refuse toute suggestion concernant la nécessité d'un directeur de sexe masculin à la tête de son institution.  Concernant l'engagement des femmes dans les œuvres caritatives pour les femmes, elle note: "Dans un grand nombre de cas, et notamment pour les femmes de la classe supérieure, les responsabilités domestiques n'offrent pas au pôle féminin d'une famille une arène suffisante pour toute l'énergie qu'elles seraient en mesure de déployer." En 1840, elle fonde la Amalienstift (fondation Amalie) qui comprend un hôpital pour enfants et un asile de pauvres.  Elle indique que son objectif est : "Pour moi les bénéfices que retirent mes sœurs au contact du travail avec les pauvres  en me rejoignant dans une telle organisation charitable, sont au moins aussi importants. J'avais à cœur le plus haut intérêt des personnes de mon sexe.". Son organisation  en inspire d'autres de nature analogue en Allemagne, et au cours des seize années suivantes, 45 sociétés s'établissent en lien avec Amalie Sieveking. Ces sociétés fournissent une opportunité pour les femmes de la haute société de s'investir dans le travail diaconal sans être désignées diaconesses. En 1840, Sieveking refuse le poste de surintendant de l' hôpital Bethanien
à Berlin, que lui offre le pasteur Fliedner de Kaiserswerth.

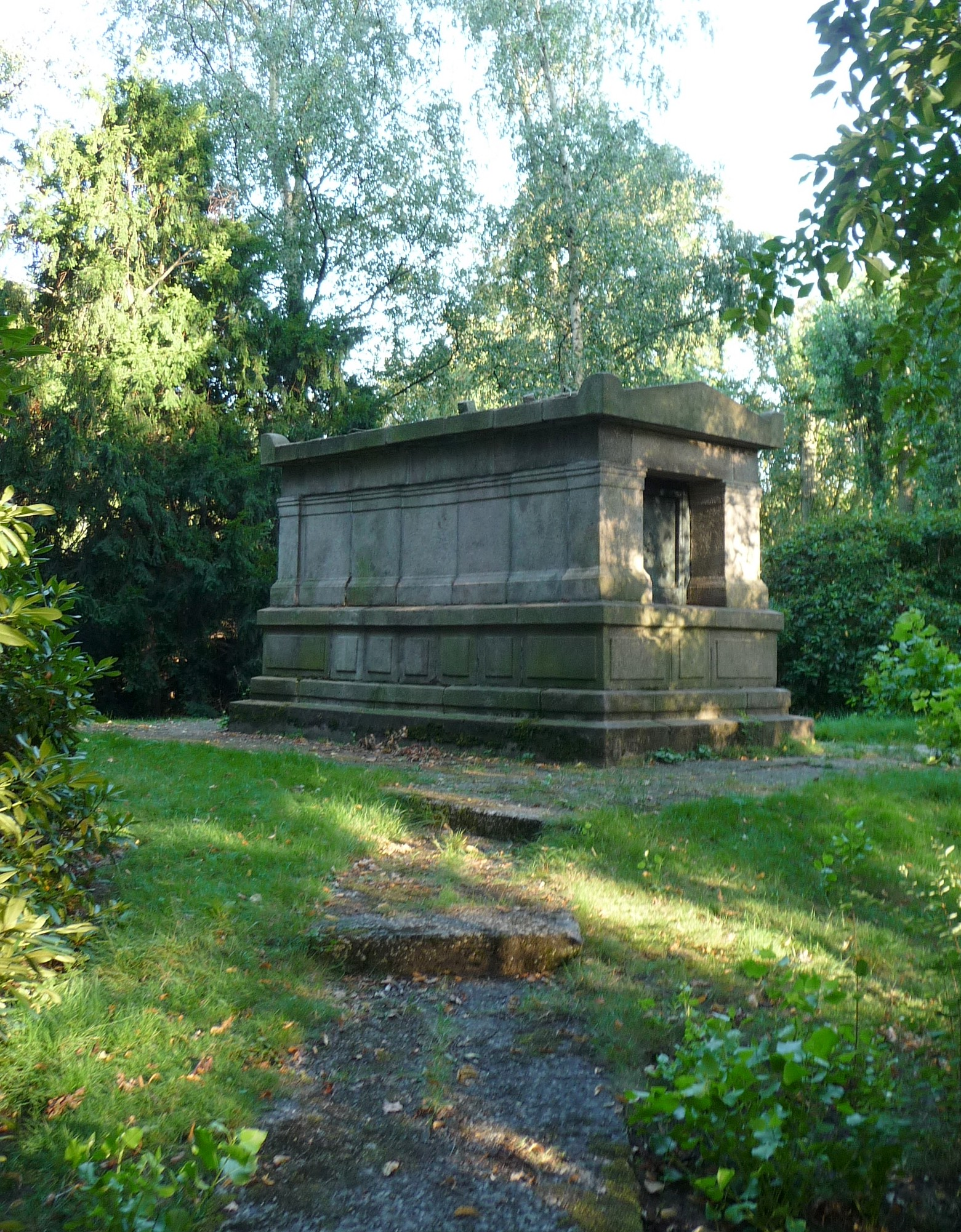
Mausolée d'Amalie dans le Vieux Cimetière de Hambourg-Hamm

En 1836, Theodor Fliedner est influencé par Amalie Sieveking quand il crée le premier hôpital Protestant de Kaiserswerth, qui devient l'une des principales écoles modernes de soins infirmiers. Il est également responsable de l'établissement des diaconesses en Allemagne, en tant qu'ordre infirmier qui attire reconnaissance et vocations. Florence Nightingale, infirmière Britannique renommée de la guerre de Crimée, est formée à Kaiserswerth et est influencée par le travail d'Amalie Sieveking. Elle rencontre sans doute Sieveking à Londres par le biais de son ami Christian von Bunsen. Florence Nightingale fait de l'allaitement un métier qualifié pour la classe moyenne des "femmes en blanc" .
Très pieuse, Amalie Sieveking publie anonymement des tracts, des Betrachtungen (Observations) et Beschäftigungen mit der heiligen Schrift (Considérations sur les Saintes écritures). Elle se décrit elle-même comme une " mystique rationaliste". Elle est influencée dans sa théologie par August Hermann Francke. Pourtant bien qu'elle démontre de la solidarité avec les personnes en marge de la société, elle ne soutient politiquement aucune réforme sociale.
Amalie Sieveking vit d'une rente sénatoriale et de deux petits héritages, maintenant son indépendance financière. Après sa mort, son travail est poursuivi par son amie Elise Averdieck (1808-1907). Son autobiographie, intitulée Hanséatique Philanthrope(Philanthrope Hanséatique), a été revue par la poétesse Sophie Schwab, qui y trouve une "délicieuse résonance" dans son esprit Chrétien.
Elle meurt à Hambourg et est enterrée dans le  vieux cimetière de Hamm cimetière 
à l'Église de la Trinité) à Hambourg-Hamm, dans un mausolée dédié aux familles Sieveking et Chapeaurouge, construit par son cousin Karl Sieveking et conçu par l'architecte Alexis de Chateauneuf
.

## Héritage
Sa fête dans le Calendrier Luthérien des Saints est le 1er avril.
L'hôpital Amalie Sieveking de Hambourg-Volksdorf porte son nom. Il fait partie de la Albertinen-Diakoniewerk à Hambourg.
La maison Amalie-Sieveking-Haus à Radebeul, en Saxe, abrite  une maison pour personnes âgées ainsi que le Diaconat Saxon.

## Lectures complémentaires
- (de) Gabriele Lautenschläger, « Sieveking, Amalie », dans Biographisch-Bibliographisches Kirchenlexikon (BBKL) (lire en ligne).
- (de) Carl Bertheau, « Sieveking, Amalie Wilhelmine », dans Allgemeine Deutsche Biographie (ADB), vol. 34, Leipzig, Duncker & Humblot, 1892, p. 217-220.
- (de) Denkwürdigkeiten aus dem Leben von Amalie Sieveking in deren Auftrage von einer Freundin derselben verfaßt (préf. Dr. Wichern.), Hambourg, Agentur des Rauhen Hauses (lire en ligne).